# Klinzigidia dithecodes
Klinzigidia dithecodes är en fjärilsart som beskrevs av Claude Herbulot 1982. Klinzigidia dithecodes ingår i släktet Klinzigidia och familjen mätare. Inga underarter finns listade i Catalogue of Life.